# 鴨川荷爾摩
《鴨川荷爾摩》(『鴨川ホルモー』，かもがわホルモー、KAMOGAWA HORUMO）是日本男性作家萬城目學的青春奇幻小説，産業編集出版社於2006年4月20日發行，是萬城目學的第一本出版著作。
2007年11月續集『荷爾摩六景』發行，是鴨川荷爾摩的外傳。

## 故事設定
「荷爾摩」是一個古代流傳下來，以驅使鬼和式神來進行戰鬥的競賽，每次比賽時，對戰的兩組各為十人，每人驅使100隻小鬼，所以各組會有1000隻小鬼。進行荷爾摩比賽的四個學校和社團名稱分別是京都産業大學玄武組、龍谷大學Phoenix（舊名朱雀團）、立命館大學白虎隊、京都大學青龍會。社團名稱是依古代傳說的四神加上各校的相對方位來命名。
比賽進行時可驅使小鬼互相攻擊，被完全擊倒一方或是叫出「荷爾摩」投降為敗方。比賽的過程中，不可以碰觸對手的身體，違反規定者為輸的一方。
社團兩年招收一次新會員，舊生在宵山祇園祭之前不得告訴新生關於荷爾摩的事情，在此舉行之後才能公開，稱為「宵山協定」。

## 作中設定

### 競技内容
「荷爾摩」是使用鬼和式神（作中寫作小鬼）、來決定勝敗的比賽。名字由來是輸掉的人會發出荷爾摩的悽厲叫聲而來。在『鴨川荷爾摩』中、由京都產業大学玄武組、龍谷大学鳳凰（舊稱・朱雀團）、立命館大学白虎隊、京都大学青龍会四個團隊互相競爭。過去也有一隻進行「荷爾摩」的團隊「黄龍陣」存在、但因為幕末維新的混亂使荷爾摩中止過，於是讓隊伍因此消失。
各團隊名稱來自於陰陽五行説、並以之中的四神之名作為各團隊名稱。隊衣顏色也和五行有關。東京中也有進行「荷爾摩」的團隊。
一隊由十人構成、每個人有100匹小鬼使用（總之1隊總共有1000匹小鬼）、比賽中分成講鬼語的攻撃部隊和補給部隊來進行攻守。攻撃部隊和補給部隊由多少人組成是各隊的自由、但通常是攻撃陣八人:補給部隊兩人、而且大部分由女性擔任補給部隊。最終，由對手的小鬼全滅或代表者表示投降來決定勝負。但是、當小鬼全滅前，代表者表示投降、會讓小鬼消失掉。
「荷爾摩」的歷史實際上有一千年之久、成員每兩年交換一次。

### 小鬼
本作中小鬼身高20公分而且相當小、4頭身。臉上沒有眼鼻口（有耳朵）、代替的是臉中間有著像是茶巾絞的“絞型”突起物。它們只有小鬼使用者才能看到、另外使用者也無法碰到小鬼（但小鬼能爬上人的手和頭上）。
會穿著和使用者的團隊一樣顏色的破浴衣（青龍会為藍色、玄武組為黑色、Phoenix為紅色、白虎隊為白色。）。能從它們的衣服取出勾把和棍子等武器を來攻擊。
小鬼每次受到攻擊，絞型部位會凹陷、但完全埋沒時，會發出「漂摟」的虛幻聲而從地面上消失。在這之前所屬的補給部隊只要给予小鬼葡萄乾就能回復。
電影版中會附上像是口和眼的東西、另外在發出「漂摟」的聲音後、不會在地面消失而是直接昇天（宣傳手冊也有描寫昇天的小鬼）。

### 荷爾摩主要規則
- 荷爾摩要在京都市内進行。此時、禁止在道路和有小鬼在的氏神社進行。
- 不能碰到其他小鬼使用者同伴的身體。故意碰到的話、則會因為犯規而會被宣布輸掉。（事實上、也有因此這樣敗戰的例子）
- 由於期待各隊能夠公平、在祇園祭的宵山前、對於新加入生禁止解釋一切關於「荷爾摩」的存在（通稱・宵山協定）。
- 備忘錄第17條中寫有「團隊內如有同伴不和、而有團隊難以維持的情況下、可分成兩隊、五個人。」。發動條件則是要有團隊內半數以上的人的支持才行、但反過來、發動者和支持者都會被課以處罰。然後一個使用者可增加小鬼數量到兩百隻。在一團隊被分割成兩隊的情形下、其他的團隊也會被強制加以分割並且變成同一個團隊的人互相對決。

### 主要的鬼語
這裡主要介紹基本的鬼語。下面的話、很像是中年男性在廁所嘔吐時發出的聲音、在不知詳情的人的面前說出來的話會遭來誤解和質疑。
- 「哭阿阿伊該烏耶」（前進・攻撃時的基本語）
- 「呼哭伊巴掛」（停止）
- 「吼吼吼吼」（快走快走）
- 「巴孔秋利」（包圍）
- 「給羅邱利」（擊潰）
- 「多・給羅丘利」（徹底擊潰）
- 「不利・多・給羅丘利」（認真徹底擊潰）
- 「阿卡貝」（飛撲過去）

## 人物介紹

### 京都大學第500代青龍會會員
- 安倍（あべ）

本作主角。京都大学綜合人類学院一年級生。佐田雅志的大粉絲。是個重考生、所以入學時已經二十一歲而且對於社團活動沒有興趣。但因為重考的經驗認為不能對父母造成麻煩、而以打工過活並且參加各社團的迎新會以避免增加伙食費。對任何事都是保持相當反諷的態度、對於戀愛則是極端的不行而讓他無法與喜歡的人說上話。喜歡女孩子的鼻子（就是戀鼻狂）並且因此加入青龍會。
電影版叫作「明（あきら）」、舞台版叫作「学（まなぶ）」。
名字由來來自於平安時代的知名陰陽師安倍晴明
- 高村（たかむら）

和安倍一起加入青龍會的經濟学院一年級生。是名歸国子女、入学前曾和家人住在洛杉磯十年。因為離開日本太久而無法了解所謂的日本常識、時常會說出相當正經的話。也是個擁有可怕造型感的人、讓安倍叫他「イカキョー（的的確確的京大生）」而在內心裡相當輕視他。安倍當初對他的第一印象是「很麻煩的傢伙」、但在「荷爾摩」戰中成為好友。他在第一次「荷爾摩」實戰中敗戰後躲了起來、之後綁了一個茶筅髷的造型。因此讓其他成員比起他的名字還要先想起這個造型。
電影版中叫作「幸一（こういち）」。
名字由來來自於平安時代的作家小野篁(おの の たかむら)
- 早良 京子（さわら きょうこ）

教育学院一年級生、安部所喜歡的人。是個擁有讓人冷靜下來的美麗女性。平常時性格相當平穩、但對於戀愛相當激情而有無視週遭的情況、一方面也有相當自我中心主義的一面。也因此招來「青龍會」内部的不和。
電影版中出身岡山縣倉敷市。另外透過一天讀十五個小時、而重考一次後考上大學。
名字的由來來自於早良親王
- 蘆屋 滿（あしや みつる）

法学院一年級生（電影版中想要進入財務省）。是名身高將近180cm皮膚黝黑，有運動員樣的人、也是安倍不得不承認的帥哥。因為在「荷爾摩」中表現優秀、而被叫作「吉田的呂布」並且成為老是排最後的青龍會的新希望。因為性格相當自負而且掌控慾很強、所以和安倍合不來、雙方幾乎也說不上什麼話（但也有除了安倍外的成員討厭蘆屋）。楠木背後則是叫他「蠢男」。
『鴨川荷爾摩』中只叫他「蘆屋」、在「荷爾摩六景」第四景中則是能知道他叫作「滿」以及出身中国地方。
名字由來來自於平安時代的陰陽師蘆屋道滿
- 楠木 文（くすのき ふみ）

理学院一年級生。第五百代青龍會兩位女性成員之一。長野縣出身。有著很不流行的髮型和鏡片很大的眼鏡、所以讓高村私底下給她「阿凡」的綽號。相當沉默而且不愛交際、對於安倍的問題常常不回答、不過意外地卻有女性的一面。另外對於数学方面則會相當多話。在義大利料理店打工。她會加入青龍會的理由直到故事後半段才揭曉。
因為她在荷爾摩戰中沉穩的指揮和天才的策略，而得到「吉田的諸葛孔明」的稱號
電影版中出身茨城縣土浦市。
名字由來來自於擁有日本軍神之稱的楠木正成
- 三好兄弟（みよしきょうだい）

雙胞胎京大生。文学院一年級。因為長得太像而讓安倍難以分辨。雖然他們兩人有著相當溫和善良的風度、但也會有討厭他人的時候。
- 松永、坂上、紀野（まつなが）、（さかがみ）、（きの）

第五百代青龍會成員。松永和坂上就像是蘆屋的小弟一般受他使喚。坂上和紀野則是工学院建築系。但在作品中沒有什麼突出的表現。
電影版中三人的名字分別為「秀夫（ひでお）」、「麻人（あさと）」、「友之（ともゆき）」。
名字由來來自於松永久秀、坂上田村麻呂、紀貫之。

### 故事其他角色
- 菅原 真

理学院三年級生。作中被叫作「阿菅」。第四百九十九代京大青龍會會長。吸收安倍他們成為第五百代的成於。是個脾氣隨和令人難以捉摸的人物、即使安倍等一年級生追問「荷爾摩」是什麼、和也只含糊地帶過去。但因為愛照顧晚輩而決不是壞人、也會稍微透露關於「荷爾摩」的重要情報。原作結尾中成為京大的研究所生。
名字來由是平安時代的學者菅原道真
- 立花 實伽

龍谷大学荷爾摩團隊「龍谷大Phoenix 」第四百九十九代会長。原隊名為「朱雀團」、但被她改為「phoenix」還壓下學長姐們的反對的女傑。擔任安倍他們「荷爾摩」初戰的裁判。
名字由來來自於橘三千代。
- 店長

京都大學青龍會聚會主要場所的店長，69歲，是荷爾摩的競技委員長，也姓「安倍」。
- 清森平（きよもり　たいら）

京都産業大学荷爾摩團隊「京産大玄武組」第四百九十九代会長。電影版中、擔任第十七條荷爾摩的裁判。
名字由來來自於平清盛。
- 柿本赤人（かきもと　あかひと）

立命館大学荷爾摩團隊「立命大白虎隊」第四百九十九代会長。
名字由來來自於柿本人麻呂和山部赤人。

## 荷爾摩六景
2007年11月所發行的全6篇短篇集。為本作的續集、時間軸和『鴨川荷爾摩』的故事有所連結。

### 大綱
序章
主要以成為京都大学3年級生的安倍和高村、在京大的學生食堂的會話來展開故事。也有像是讓沒有讀過『鴨川荷爾摩』的讀者大概明白「荷爾摩」的會話。一陣會話後的兩人、也像過去的菅原一樣、自己為了要執行這次的「四條烏丸交差點之會」而搭乘公車到東大路，然後序章就這樣結束。
第一景・鴨川（小）荷爾摩
有著壓倒性實力的京產大玄武組。成為他們原動力的就是被叫作「二人靜」的彰子和定子的戀愛故事。高校、大学都無法交到喜歡的人的二人在迎新會上認識並且因為合得來而成為好友。於是立下了要在世界所有的紀念日中經常一起的誓言。但半年後、定子有了新男友而打破了這個誓言。定子毫不隱瞞的說出所有事情，使得彰子對定子提出「決鬥」的申請。決鬥結果、定子的約會並沒有被搞砸、而因此使她和彰子的友情更加深了。最後的場面、和第四景的最後一幕有所關係。
第二景・羅馬風的假日
楠木文的支線故事、以和他在同樣地方打工的高中生・聰司為中心來描寫。在義大利餐廳打工的楠木文、因為不喜交際而令其他人難以捉摸、當初聰司對她並沒有好感。但因為店長所引來的糾紛而讓他因此知道了楠木的才能。在那個夏天、聰司以數學功課為藉口而邀請楠木來京都散步。
該故事、是發生在『鴨川荷爾摩』第17條荷爾摩發動之後，在本書中是以第四景之後的時刻為中心來描寫。最後的場面則是在『鴨川荷爾摩』中「17條荷爾摩」結束之後的時候。
第三景・もっちゃん
以梶井基次郎的人生為原型並且由荷爾摩加以改編成小說。有個叫作「もっちゃん」的男人和安倍入學時就和他很要好並且還向安倍說出他的戀愛的秘密。因為他有著滿滿的思念但卻無法傳達，於是安倍建議他寫一封情書。但因為他的要求而使安倍也陷入了要寫情書的困境、於是他畫一些開玩笑的畫後就將信封了起來。隔天早上、因為接近喜歡的人出現的時間而起床的もっちゃん、太過慌忙而就這樣拿著安倍寫的信去向她告白並且被甩。之後もっちゃん因此成為小說家。
有一天、安倍收到了もっちゃん的信、在那封信中還有もっちゃん所喜愛的懷表。
兩年後安倍在前往京都・室町通六角所在的和果子屋「沙狗利」時拜訪當時的通告人時將懷表借給了要去「四條烏丸交差點之會」(八瀨荷爾摩)的學生。之後、もっちゃん的懷表就在安倍的期望下成為在宵山之夜「四条烏丸交差點之會」活動報時之用而流傳使用著。
至此前文的安倍與本文「鴨川荷爾摩」的安倍學為不同的人物，在「鴨川荷爾摩」終章有提到歷年提出「第十七條」要求的人都姓安倍，而後也都成為「通告人」，「八瀨荷爾摩」通告人所開的店為「沙狗利」而「鴨川荷爾爢」通告人所開的店為「貝羅貝羅」酒吧。「荷爾摩六景」第三景中的安倍後來也回到京都工作，之後是否成為「通告人」則不得而知。
第三景文未提到新的鴨川荷爾摩聚會將會增加十人的謎則呼應了第四景中的內容。
第四景・同志社大学黄龍陣
由蘆屋的原女友・山吹巴解開「荷爾摩」之謎的故事。因為巴一心想要拿到所憧憬的桂教授講義、而在重考一次後、成為同志社大的學生並且在充分的準備下見到桂教授、但因為被他搞錯成是其他學生、而拜託她去拿書庫中拿東西。這時、她在書庫中看到寫有「HORUMO」的信。巴也因此發現畫有黃龍圖案的浴衣及記載有「＜荷爾摩＞黄龍陣、關於復活的三個條件」的紙片。
巴藉著留学生悟的智慧並且在前男友蘆屋的陪伴下、為了完成「條件」而反覆嘗試著。而黄龍陣的復活被暗示就出現在本書第三景「もっちゃん」的最後場景中。
故事的最後、和本書第一景的最後場景有所關連、是個和第一景相同時間發生的故事。而巴和蘆屋的關係、也成為接下來京大青龍會發生大問題的遠因。
第五景・丸之內的高級會議
京鏟大学玄武組・第四百九十八代會長的榊原康和龍大phoenix・第四百九十八代會長井伊直子、在東京以銷售員身分工作著。二人過去是在荷爾摩中演出過一場好比賽的對手。4月、井伊的同事・酒井和榊原的同事・本多開了一場連誼會、二人也偶然地再次相遇。但在他們吃驚時、在兩人面前出了現無數隻飛行在大樓間的黑色「小鬼」。榊原為了追查原因而要去找尋小鬼出現的源頭、井伊也在不得已下和他一起去。
追查後，找到小鬼出現的源頭就位在平將門首級墓。就在注意到時、從墓中的地基內、傳出了酒井和本多的聲音。然後酒井和本多、井伊與榊原同樣就在東京的大學內進行荷爾摩比賽。
第六景・長持之戀
超越立命館白虎隊・細川珠實時代的悲哀戀愛故事。
過著貧困生活的珠實、在打工雜誌看到料亭「狐乃葉」(這個料亭同樣出現在作者的另一部作品鹿男中)而開始在那邊打工。然後到了2月、珠實有事到了狐乃葉的倉庫中並且找到了號稱是織田信長所使用的長持(日本古代收納衣服和寢具的木箱)並且她在裡面看到上面寫著「鍋丸」的紙片。見到這個的珠實、無意思的情況下寫了自己的名字並且放了進去（被暗示她的行為和高村綁了個茶筅髷的理由一樣）
從那天開始「鍋丸」和「阿珠」開始連繫著。但其實「鍋丸」是過去在安土桃山時代一位叫作「柏原大鍋」的青年、而且還跟著捲入了本能寺之變的命運。珠實雖然打算改變「鍋丸」的命運，但他卻說出了「即使是知道了命運也必須要保護主公」，而使他的結局沒有任何的改變、但「鍋丸」和她約定有一天會出現在珠實面前而且還真的成真。高村也被暗示就是「鍋丸」的轉生。
本故事時間則是在第二景之後、在「序章」之前。

## 改編
《鴨川荷爾摩》的漫畫改編作品在月刊少年Ace連載中。《鴨川荷爾摩》改編電影於2009年上映（監督:本木克英、主演:山田孝之、栗山千明）。 

## 電影版
2009年4月18日上映。另外、在上映前，參加2009年3月展開的第1次沖縄国際電影節得到長編電影部門大賞『金獅獎』。

### 演員
- 安倍 明 - 山田孝之
- 楠木 文 - 栗山千明
- 高村 幸一 - 濱田岳
- 芦屋 満 - 石田卓也
- 早良 京子 - 芦名星
- 三好兄弟 - 齊藤祥太、齊藤慶太
- 菅原 真 - 荒川良良
- 松永 秀夫- 渡部豪太
- 紀野 友之- 藤間宇宙
- 坂上 麻人- 梅林亮太
- 上回生 - オジンオズボーン
- 上回生 - OH-SE
- 龍造寺富子 - 三村恭代
- 立花 美伽 - 佐藤繼美
- 清森 平 - 和田正人
- 柿本 赤人 - 趙珉和
- 細川　珠実-大谷英子
- 荷爾摩解説者 - 笑福亭鶴光
- 居酒屋店長 - 石橋蓮司
- 鈴鬼 - パパイヤ鈴木
- 路人 - 甲本雅裕

### 工作人員
- 導演: 本木克英
- 劇本: 経塚丸雄
- 攝影: 江原祥二
- 美術: 西村貴志
- 音樂: 周防義和
- 主題曲: Base Ball Bear「神々LOOKS YOU」
- 照明: 土野宏志
- 錄音: 中路豊隆
- 編輯: 川瀬功
- 舞蹈: パパイヤ鈴木
- 特效: GONZO、Cine Griot

### 和原作的不同點
1. 就這樣穿著葵祭服裝的安倍和高村是被菅原網羅來的。
2. 安倍在原作中住在丸太車站、電影中住在叡山電鐵的茶山車站附近。
3. 高村原作中是經濟学部、電影中是綜合人類学部、和安倍是同學。
4. 高村不是住在離大学一小時車程的岩倉車站、而是百萬遍寮（原型來自吉田寮）。
5. 因為發動17條荷爾摩而使大鬼們不滿、為了奉獻高品質的荷爾摩而以「紅白戰」為名義、由安倍派和蘆屋派進行戰鬥。
6. 由笑福亭鶴光進行荷爾摩解說並且還有TV播放（不過還是有不知道荷爾摩的人存在）。
7. 有接觸到「荷爾摩六景」的一些事件。像是「立命館的細川向高村打招呼」的會話。

## 舞台版
由Duncan工作室製作 在2009年5月15日(金)～6月7日(日)首演。之後也在京都、名古屋 、大阪演出。

### 演員
- 安倍 学 - 石田卓也
- 楠木 文 - 秋山奈奈
- 高村 幸一 - 中川真吾
- 早良 京子 - 蘆名星
- 芦屋 淳一 - 山口龍人
- 佐野 菜月 - 上原香代子
- 菅原 真 - 根本大介
- 松永 亨 - 白井義將
- 紀野 慎介 - 上田悠介
- 坂上 光 - 札内幸太
- 三好 亞理紗 - 高畑琴美
- 三好 亞理洲 - 見上壽梨
- 安倍 徹郎 - 松下太亮

### 工作人員
- 劇本・導演- 鄭義信

### 和原作的不同點
- 給人比較強烈的青春群像劇的色彩。
- 三好兄弟變成三好姐妹。
- 有著原作和電影版很少出現的松永、坂上、紀野的原創小事件。
- 登場人物、有第五百代青龍会10名成員和菅原、店長、蘆屋的原女友總共十三人。

### 其他
- 除了4名主要角色(安倍、楠木、高村、早良) 外，其他人都是由選秀會選出來的。

## 漫畫版
作畫：渡會敬二、角川書店發行、全3巻

## 得獎記錄
- 入圍2007年書店大獎
- 獲《書的雜誌》2006年度娛樂小說第一名
- 獲「KING'S BRUNCH」BOOK大賞新人獎
- 獲第四屆Boiled Eggs新人賞

## 外部連結
- 産業編集中心出版部的紹介
- 電影版鴨川荷爾摩官網 （页面存档备份，存于）
- 舞台版鴨川荷爾摩官網